# Бухи (озеро)
Бухи (англ. Lake Buhi) — озеро, расположенное в муниципалитете Бухи провинции Южный Камаринес Филиппин.
Имеет площадь 17,07 км². Средняя глубина — 6,8 м, максимальная — 18,2 м. Озеро расположено в долине, образованной двумя древними вулканами — горой Ирига (также известной как Mount Asog) и горой Малинао. История озера начинается в 1641 году, когда в результате землетрясения обрушился склон горы Ирига. В результате оползня образовалась естественная плотина, которая перекрыла поток близлежащих ручьев. Другая теория предполагает, что озеро образовалось в результате извержения вулкана Ирига, который сейчас дремлет.

## Использование
Сегодня озеро является основным источником водоснабжения гидроэлектростанции Национальной энергетической корпорации. Электростанция, основанная в 1952 году, вырабатывает в среднем 2,8 мегаватта электроэнергии. Он также используется Национальным управлением ирригации для орошения не менее 100 км² (39 квадратных мили) городов Риконада, расположенных ниже по течению, и города Ирига.

## Фауна
Озеро известно тем, что является одним из немногих водоемов, в которых обитает Mistichthys luzonensis, который является самой маленькой промысловой рыбой в мире.
Озеро Бухи также является домом для других морских организмов, таких как Irin-irin (Redigobius bikolanus), Dalag (Channa striata), Puyo (Anabas testudineus), Kotnag (Hemiramphus sp.), Burirawan (Strophidon sathete) и местный сом (Clarias sp.). Для стимулирования промысла вводятся и другие виды рыб, такие как нильская тиляпия (Oreochromis niloticus), мозамбикская тиляпия (Oreochromis mossambicus), обыкновенный карп (Cyprinus carpio) и бангкокский хито (Clarias sp.).
В лесу, окружающем озеро, обитает как минимум 25 видов птиц. Пять видов являются эндемиками — это филиппинский острокрылый дятел, филиппинский висячий попугайчик, Hypothymis azurea, пантеровая синица и белоухий фруктовый голубь. Другая фауна, обитающая в лесу, — это летающие драконы (Draco sp.), сцинки, вараны (Varanus marmoratus), циветты, летучие мыши и макаки (Macaca fascicularis).

### Гибель рыбы
22 сентября 2007 года мёртвая рыба в озере Бухи Камаринес-Сур поставила под угрозу жизнь местных рыбаков. Бюро рыболовства и водных ресурсов (BFAR) заявило, что это произошло из-за диоксида серы из города Ирига, поскольку дожди, вызванные юго-западным муссоном, высвободили диоксид серы из близлежащих вулканов. Филиппинский институт вулканологии и сейсмологии (Phivolcs) отверг открытие BFAR. На территории возле Бухи проживают 67 762 человека и располагаются 13 238 домашних хозяйств.

## Галерея

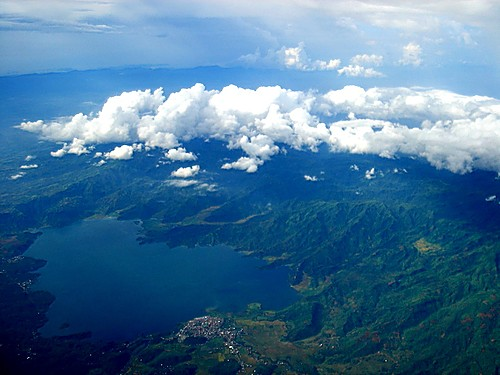
Вид с воздуха на озеро Бухи
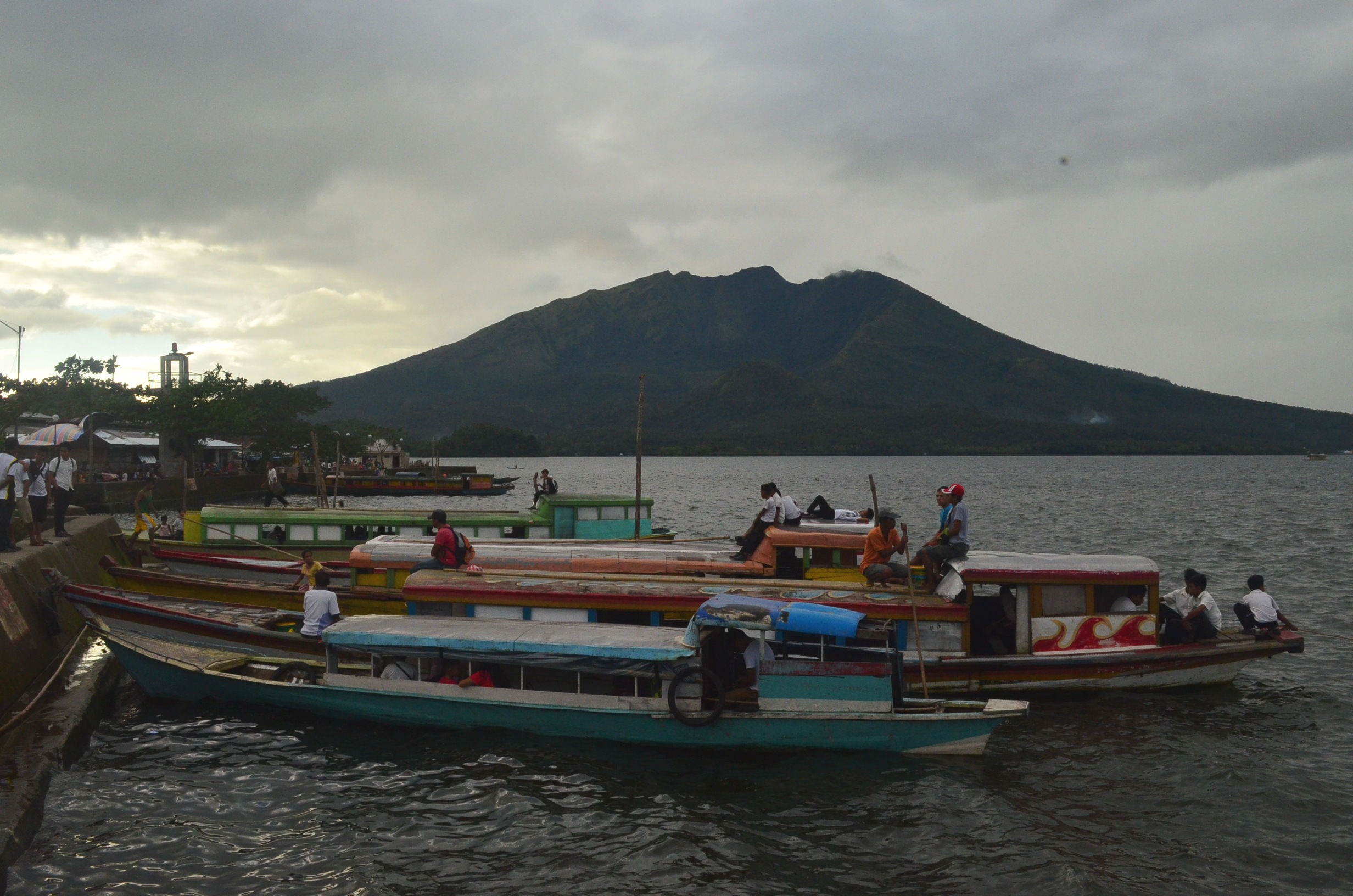
Пассажирская лодка на озере
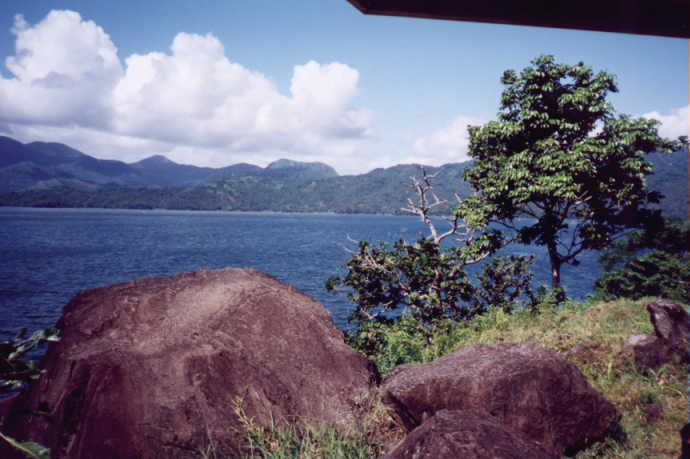
Вулканические породы на озере
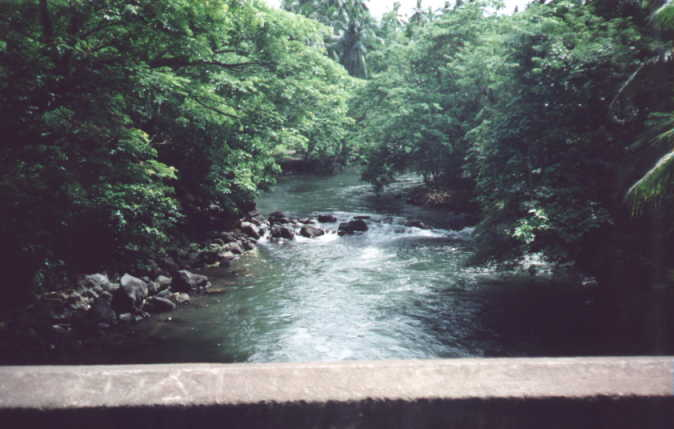
Вид на мост через реку Барит, один из притоков озера
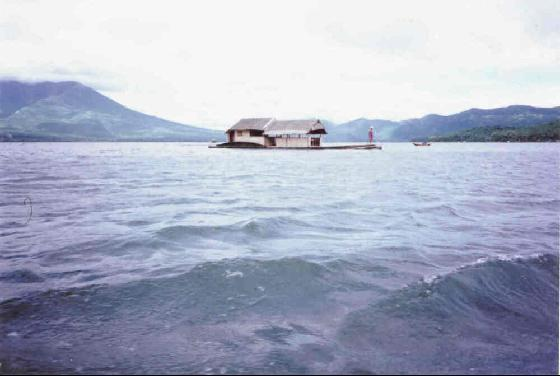
Плавучие коттеджи на озере